# Borough d'Ards
Pour les articles homonymes, voir Ards.
Le borough d’Ards (Ards Borough en anglais et Buirg na hArda en gaélique d’Irlande), officiellement appelé Ards (An Aird en gaélique d’Irlande), est un ancien district de gouvernement local d’Irlande-du-Nord.
Créé en octobre 1973, il fusionne avec le borough de North Down en mars 2015 pour créer un autre district de gouvernement local, North Down and Ards.

## Géographie
Le district est situé sur la côte est de l’Irlande, dans le comté de Down. Il borde le nord-est du Strangford Lough.

## Histoire
Un district de gouvernement local (local government district en anglais) du nom d’Ards est créé le 17 juillet 1972 par le Local Government (Boundaries) Order (Northern Ireland) du 20 juin 1972. Les institutions du district entrent en vigueur à compter du 1er octobre 1973 au sens du Local Government Act (Northern Ireland) du 23 mars 1972.
Par délibération du conseil du district du 7 août 1973, le district d’Ards relève la charte de la corporation du borough de Newtownards. Il devient donc, à compter du 1er octobre, le borough d’Ards,.
La majeure partie des territoires des boroughs d’Ards et de North Down sont réunis par le Local Government (Boundaries) Act (Northern Ireland) du 23 mai 2008. Le borough résultant de la fusion des anciens districts, North Down and Ards, est créé à compter du 1er avril 2015 par le Local Government (Boundaries) Order (Northern Ireland) du 30 novembre 2012.

## Administration

### Conseil
L’Ards Borough Council, littéralement, le « conseil du borough d’Ards », est l’assemblée délibérante du borough d’Ards, composée de 17 (1973-1985), de 20 (1985-1993) puis de 23 membres (1993-2015), appelés les conseillers (councillors).
Un maire (mayor) et un vice-maire (deputy mayor) sont élus parmi les conseillers à l’occasion de chaque réunion générale annuelle du conseil du borough.

### Circonscriptions électorales
Le district de gouvernement local est divisé en autant de sections électorales (wards en anglais) que de conseillers. Celles-ci sont distribuées par zone électorale de district (district electoral area).
| Zone                           | 1973-1985,                                                                                             | 1985-1993                                                                                             | 1993-2015                                                                          |
| ------------------------------ | --- | --- | ---------------------------------------------------------------------------------- |
| Première zone et ses sections  | A (7 sièges)                                                                                           | Ards Peninsula (7 sièges)                                                                             | Ards East (6 sièges)                                                               |
| Première zone et ses sections  | - Ballyhalbert - Carrowdore - Donaghadee North - Donaghadee South - Greyabbey - Kircubbin - Portaferry | - Ballyhalbert - Donaghadee North - Donaghadee South - Kircubbin - Millisle - Portaferry - Portavogie | - Donaghadee North - Donaghadee South - Gregstowb - Loughries - Millisle - Movilla |
| Deuxième zone et ses sections  | B (6 sièges)                                                                                           | Ards West (6 sièges)                                                                                  | Ards Peninsula (5 sièges)                                                          |
| Deuxième zone et ses sections  | - Central - Glen - Loughries - Movilla - Scrabo - Ulsterville                                          | - Ballygowan - Comber North - Comber South - Comber West - Killinchy - West Winds                     | - Ballyhalbert - Carrowdore - Kircubbin - Portaferry - Portavogie                  |
| Troisième zone et ses sections | C (4 sièges)                                                                                           | Newtownards (7 sièges)                                                                                | Ards West (6 sièges)                                                               |
| Troisième zone et ses sections | - Ballygowan - Comber North - Comber South - Killinchy                                                 | - Bradshaw’s Brae - Central - Glen - Loughries - Movilla - Scrabo - Whitespots                        | - Ballygowan - Comber East - Comber North - Comber West - Killinchy - Lisbane      |
| Quatrième zone et ses sections | | | Newtownards (6 sièges)                                                             |
| Quatrième zone et ses sections | - Ballyrainey - Bradshaw’s Brae - Central - Glen - Scrabo - Whitespots                                 | |                                                                                    |